# Еренбург Ілля Григорович
Ілля́ Григо́рович Еренбу́рг (14 (26) січня 1891 , Київ  — 31 серпня 1967 , Москва ) — радянський російськомовний письменник. Лауреат Сталінської премії (1942, 1948).

## Біографія
Народився 14 (26) січня 1891 року в Києві у родині київського 2-ї гільдії купецького сина Гірша Гіршоновича Еренбурга та його дружини Хани Берковни, уродженої Аринштейн, які проживали на вул. Інститутській (будинок не зберігся). У 1918–1919 роках мешкав на вул. Мерингівській (тепер Заньковецької) № 10/7, у той час був учасником київського літературного об'єднання «Київський Парнас», підтримував зв'язки з багатьма київськими літераторами, зокрема з Маккавейським. Згодом неодноразово відвідував місто.
Навчався в 1-й Московській гімназії разом з М. І. Бухаріним. У 1905 році приєднався до більшовиків. У січні 1908 року був арештований і звільнений до суду, в грудні емігрував у Францію. У Парижі займався літературною діяльністю, випустив збірки «Вірші» (1910), «Я живу» (1911), «Будні» (1913). У 1914–1917 роках був кореспондентом російських газет «Утро России» і «Биржевые ведомости» на Західному фронті. У 1917 році повернувся в Росію.
1919 року за більшовиків і згодом за деніківців викладав у Театральній академії в Києві. В цей час одружився зі своєю двоюрідною сестрою Любов'ю Козінцовою.
Негативно сприйнявши перемогу більшовиків (збірка віршів «Молитва про Росію», 1918), в 1921 році знову виїхав за кордон.
У 1921–1924 рр. жив у Берліні, у 1922 році опублікував філософсько-сатиричний роман «Надзвичайні пригоди Хуліо Хуреніто та його учнів …», в якому дана мозаїчна картина життя Європи та Росії часів 1-ї світової війни та революції. Був пропагандистом авангардного мистецтва («А все-таки вона крутиться», 1922).
У 1923 році написав оповідання «Тринадцять люльок» і роман «Трест Д. Е.». Еренбург був близький до лівих кіл французького суспільства, активно співпрацював з радянською пресою. З 1923 року працює кореспондентом «Ізвєстій». Його ім'я і талант публіциста широко використовувала радянська пропаганда для створення привабливого образу сталінського режиму за кордоном. З початку 1930-х років постійно жив в СРСР і почав проводити у своїх творах думки «про неминучість перемоги соціалізму».
В червні 1935 Ілля Еренбург бере участь у Міжнародному конгресі письменників на захист культури в Парижі. Тут він зустрічається з видатними діячами культури, зокрема делегатами від СРСР: Михайлом Кольцовим, Павлом Тичиною, Олександром Корнійчуком, Петром Панчем.
Роман «День другий» (1934), «Книга для дорослих» (1936).
Під час Громадянської війни в Іспанії 1936–1939 років Еренбург був військовим кореспондентом «Ізвєстій»; виступав як есеїст, прозаїк (збірка оповідань «Поза перемир'ям», 1937; роман «Що людині треба», 1937), поет (збірка віршів «Вірність» , 1941). Розпал «великого терору» (грудень 1937 — червень 1938) пережив в СРСР.

### Воєнний період творчості
Після повернення з Франції до СРСР опублікував роман «Падіння Парижа» (1941; Сталінська премія, 1942) про політичні, моральні та історичні причини розгрому Франції Німеччиною у Другій світовій війні.
У роки Німецько-радянської війни був кореспондентом газети «Красная звєзда», писав для інших газет і для Радінформбюро. Брав участь у роботі ЄАК. Прославився яскравими антифашистськими статтями та творами. Значна частина цих статей постійно друкувалися в газеті «Правда», «Ізвєстія», «Красная звєзда», зібрані у книзі публіцистики «Війна», т. 1-3, 1942-44. Автор гасла «Вбий німця!». Гітлер особисто розпорядився захопити та повішати Еренбурга. Німецька пропаганда дала Еренбургу прізвисько «Домашній єврей Сталіна».
Утім, після статті «Досить!» в «Правді» (квітень 1945 року) з'явилася стаття завідувача Управлінням пропаганди й агітації ЦК ВКП(б) Г. Ф. Александрова «Товариш Еренбург спрощує».

### Післявоєнний період творчості
Після війни випустив роман «Буря» (1946–1947; Сталінська премія, 1948). Становище Еренбурга серед радянських письменників було своєрідним — з одного боку, він отримував матеріальні блага, часто їздив за кордон, захищаючи там сталінський режим, з іншого боку — був під контролем спецслужб і часто отримував догани. Після смерті Сталіна написав повість «Відлига», яка дала назву цілій епосі радянської історії. У 1957 році вийшли «Французькі зошити» — есе про французьку літературу, живопис та переклади із Дю Белле. Таким же подвійним було ставлення влади до Еренбурга в епоху Хрущова і Брежнєва. Автор мемуарів «Люди, роки, життя», що мали в 1960-х і 1970-х роках велику популярність у середовищі радянської інтелігенції.
Похований на Новодівочому цвинтарі у Москві.
Присвятив Києву статті «Київ» (1942), «Перед Києвом» (1944), згадував про нього в ряді інших творів. 1976 на його честь названо вулицю в Києві.

У 1944—1946 роках Ілля Еренбург спільно з Василем Гроссманом зібрав величезний матеріал про злодіяння німецьких окупантів на окупованій території Радянського Союзу. Письменники вже підготували «Чорну книгу» до видання, але 1948 року її підготовлений наклад був знищений. Лише 1980 року в Єрусалимі у видавництві «Тарбут», а 1991 року у київському видавництві «Оберіг» книга побачила світ.

## Переклади українською
- Українською мовою друкувалися окремі уривки з мемуарів «Люди, роки, життя» в 1962 році в Мюнхені в журналі «Сучасність»[12].
- Ілля Еренбург, Василь Гроссман. Чорна книга / пер. з рос. Мирослав Лаюк. — К. : Дух і Літера, 2020. — 520 с. — ISBN 978-966-378-761-9.

## Вшанування пам'яті
У Києві в 1976—2022 роках ім'я Іллі Еренбурга мала вулиця Лілії Лобанової (колишня Новожилянська) в місцевості Паньківщина.